# Chronicle
Chronicle, (Originaltitel: The Chronicle: News from the edge), amerikansk science fiction-TV-serie, ursprungligen sänd i Sci Fi 14 juli 2001-22 mars 2002.

## I rollerna
- Tucker - Chad Willett
- Grace - Rena Sofer
- Wes - Reno Wilson
- Don -Jon Polito